# بنويد سفلي
بنويد سفلي هي قرية في مقاطعة نائين، إيران. عدد سكان هذه القرية هو 34 في سنة 2006.